# Ракетные катера типа «Альбатрос»
Ракетные катера типа «Альбатрос» — ракетные катера ВМС Германии, состоявшие на вооружении с 1976 по 2005 годы. Всего было произведено 10 катеров для 2-го и 7-го эскадронов, которые базировались в Варнемюнде. На текущий момент выведены из состава.

## Список судов
| Номер вымпела по НАТО | Порядковый номер | Имя                                      | Позывной | Введён в состав  | Выведен из состава | Статус                                   |
| --------------------- | ---------------- | ---------------------------------------- | -------- | ---------------- | ------------------ | ---------------------------------------- |
| P6111                 | S61              | Albatros (с нем. — «Альбатрос»)          | DRBU     | 1 ноября 1976    | 24 марта 2005      | Учебное судно, в составе ВМС Ганы с 2010 |
| P6112                 | S62              | Falke (с нем. — «Сокол»)                 | DRBV     | 13 апреля 1976   | 16 декабря 2004    | Учебное судно                            |
| P6113                 | S63              | Geier (с нем. — «Стервятник»)            | DRBW     | 2 июля 1976      | 29 сентября 2005   | В составе ВМС Туниса как 507 Гимилькон   |
| P6114                 | S64              | Bussard (с нем. — «Канюк»)               | DRBX     | 14 августа 1976  | 24 марта 2005      | Учебное судно                            |
| P6115                 | S65              | Sperber (с нем. — «Ястреб-перепелятник») | DRBY     | 27 сентября 1976 | 4 июля 2005        | В составе ВМС Туниса как 506 Гамилькар   |
| P6116                 | S66              | Greif (с нем. — «Гриф»)                  | DRBZ     | 25 ноября 1976   | 4 июля 2005        | В составе ВМС Туниса как 505 Ганнон      |
| P6117                 | S67              | Kondor (с нем. — «Кондор»)               | DRCA     | 17 декабря 1976  | 16 декабря 2004    | Учебное судно, в составе ВМС Ганы с 2010 |
| P6118                 | S68              | Seeadler (с нем. — «Орлан»)              | DRCB     | 28 марта 1977    | 29 сентября 2005   | В составе ВМС Туниса как 508 Ганнибал    |
| P6119                 | S69              | Habicht (с нем. — «Ястреб»)              | DRCC     | 23 декабря 1977  | 13 декабря 2005    | В составе ВМС Туниса как 509 Гасдрубал   |
| P6120                 | S70              | Kormoran (с нем. — «Баклан»)             | DRCD     | 18 июля 1977     | 13 декабря 2005    | В составе ВМС Туниса как 510 Гискон      |